# TARDIS

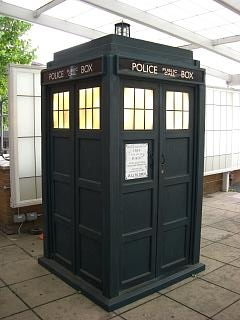
A TARDIS kívülről

A TARDIS (IPA: /ˈtɑ:dɪs/ Time And Relative Dimension In Space, (Térben A Relatív Dimenzió és Idő-Sík) a Ki vagy, Doki? című sci-fi sorozat főszereplőjének, a Doktornak az időgépe, amely belül nagyobb, mint kívül, és Kaméleon Áramköre révén képes a környezetéhez alkalmazkodni. 1963-ban az áramkör meghibásodott, azóta egy 50-es évekbeli kék színű, angol rendőrségi telefonfülke alakjában fixálódott. A TARDIS sokkal nagyobb belül, mint kívül, mivel a belseje külön dimenzióban helyezkedik el. A TARDIS maga is egyfajta élőlény és eléggé rejtélyes szimbiotikus kapcsolatban van a Doktorral (pl. minden idegen nyelvű beszédet, írást lefordít és közvetlenül a Doktor és utasa agyába sugároz). Az Idő Lordok jobbnak látták, ha egy TARDIS és egy Idő Lord nem tud kommunikálni egymással. Habár általában időgépnek hívják, valójában a TARDIS elsősorban űrhajóként funkcionál, mely képes az Idő Örvénybe materializálódni, és ott folytatni repülését. Amikor a kívánt időponthoz ér, a TARDIS dematerializálódik az Örvényből, és landol a kiválasztott bolygón, a kívánt időben. A Doktor regenerációjától eltérően a TARDIS landolása mindig ugyanúgy zajlik: először gyenge szél támad, amikor megjelenik a tér-idő fékek miatt keletkező nyikorgó, turbinaszerű hang, egyre hangosabban, ezután kb. 2 méter magasságban egy kis villogó sárgás fény jelenik meg, lassan az egész telefonfülke halványan előkerül, végül a tetején villogó sárga lámpa lekapcsol, és abbamarad a nyikorgás. Lehetetlen minden tulajdonságát lejegyezni, hiszen néha már maguk az alkotók se tudják, hogy mi mindenre képes.
A TARDIS szinte végtelen, több különböző része van, ilyen pl.: a Doktor ruhatára, a régebbi epizódokból az uszoda, a galéria (rejtett pótáramkörök), valamint a néha végeláthatatlan labirintus és még rengeteg szoba. Egyesek szerint a TARDIS nem végtelen, hanem gazdája és utasa akarata szerint alakítja belsejét. A Doktor rengeteg  alkalommal tesz említést a TARDIS mivoltjára, többször megemlítette, hogy "a TARDIS-okat nem építik, hanem tenyésztik". A TARDIS oly szoros kapcsolatban van az őt irányító Idő Lorddal, hogy ha gazdája elhalálozik, az időgép is lassan elpusztul (lásd: Turn Left).
Bár a legtöbb Doktor egyszerű járműként kezelte a TARDIS-t, a tizedik, és a tizenegyedik Doktor sokkal inkább élőlényként tekintett rá, habár a két inkarnáció nagyon is eltérő módon bánt vele. A tizedik Doktor inkább egyfajta hűséges, megbízható ám primitív lénynek látta, gyakran becézgette. A tizenegyedik Doktor idején azonban a TARDIS-t egy sokkal érzékenyebb, értelmesebb, és sebezhetőbb oldaláról ismerhettük meg. Példaképp a hatodik évad harmadik epizódja, "A Doktor felesége". A történet folyamán ez volt az első alkalom, amikor a Doktor közvetlenül beszélhetett a TARDIS mátrix-ával, vagyis a lelkével. Itt már a Doktor nem úgy kezelte a hölgy testébe került TARDIS elmét, mint korábban, sőt többször elkezdtek vitatkozni egy-egy korábbi incidensen, például a hölgy abba is beleköt, hogy a Doktor a fülke felirata ellenére befelé nyitja az ajtókat, valamint, hogy kivételesen tudnak egymással beszélgetni, ennek ellenére úgy beszélnek egymással, mint egy anyuka a kisfiával. Egy ilyen beszélgetésből derül ki, hogy a TARDIS átlát téren és időn, valamint, hogy ezen képessége birtokában szándékosan viszi a Doktort mindig más úticél felé. Miután a mátrix visszakerül a konzol terembe, a Doktor, és űrhajója közti kötelék szorosabb lesz.
A sorozat folyamán a Doktort kereső csapatok, társaságok, vagy intézetek szinte mindig a TARDIS alapján találták meg. Donna például mikor meg akarta találni a doktort, nagyapjának, Wilfrednek is szólt, hogy ha lát egy repülő kék rendőrségi fülkét az égen, egyből szóljon neki (bár Wilf ezt valami helyi szlengnek vélte). A TARDIS-t még rengeteg alkalommal írják le hasonlóan, de megesik, mikor tréfás utalásokat tesznek nem földi eredetére. Ezek közül talán a legpontosabb a Pompejiben tartózkodó Szibilla testvériség (Pompeji lángjai) leírása: „A legendás kék fülke. Egy fából készült templom, mely a viharok, a tűz és az árulás idején jelenik meg.”

## Változások
- Kívül: A TARDIS a sorozat első részeiben a hivatalos kék fülke volt, a bal ajtón a feliratos ablak, melynek kinyitásával hozzá lehetett férni a telefonhoz, másik oldalán egy "St.John Ambulance" logo. A negyedik Doktor idején eltűnt ez a logo.  Régen az ajtó feletti felirat (Police -public call- box) eredetileg kék alapon sárga volt, a nyolcadik Doktor idején fekete alapon lett sárga, a feliratot kivilágították, valamint kicserélték a zárat, hogy egy speciális Gallifrey-i kulcskártya nyissa az ajtókat. A kilencedik Doktornál már a kék sötétebb árnyalatát használták, a fülke talpa kopott volt. A tizedik doktornál az ablakokat változtatták meg: egy  ablakot hat részre osztottak(felül három, alul három). Az ablakon a felső háromból a középső, az alsó három egységből a két oldalsó kicsit durvább, valamint enyhén színezett volt. Ezen kívül a fülke ismét új színt kapott, a kék sokkal sötétebb árnyalatát. A tizenegyedik Doktornál a fülke oldalai szélesebbek lettek, falai szépen mintázottak, színe világosabb, mint az első Doktor idején. A hat részre osztott ablakokon felül az összes, alul a középső részeket sötétebb üveggel rakták ki, az ablakot tartó keret pedig fehér lett. Végül a St. John Ambulance logo is visszakerült rá.
- Belül: A TARDIS eleinte egy fehér falú, nyolcszög alapú szoba volt kör motívumokkal. Közepén egy kb. 130 cm magas, hatszög alapú fehér irányító konzol volt, annak közepén pedig egy vörös, átlátszó henger alakú egység mozgott fel-le. Ez volt az időrotor. A konzolon színes kapcsolók, karok, képernyők sorakoztak. Ehhez a teremhez tartozott az idő-hajtómű terme, az uszoda, a galéria, a ruhatár és a hálószobák. Ez az alak a hetedik Doktorig nem változott. Megesett, hogy a negyedik Doktor néha a TARDIS mozaikos ódon fából készült irányító termét használta, de nem változott sok dolog. A nyolcadik Doktor TARDIS-ában a vörös konzol körül vas oszlopok voltak, az ajtók fölött a Gallifrey címer volt, valamint a konzolból kiszerelték a képernyőt, ami egy láncon lóg le, az idő rotor pedig a plafonig ér. A kilencedik és tizedik Doktor TARDIS-ába átvitték az amerikai ötleteket. A kupola alakú teremben rácsos padló vezet a bejárattól fel a kör alakú emelvényig, amit már nyolc oszlop övez. Középen a kör alakú, leginkább gombára emlékeztető konzolból kékes, zöldes fény árad, egy vas keret osztja hat részre(a tizedik Doktor ezt azzal magyarázta, hogy a gépet hat pilótára tervezték). A konzol teteje és a plafonig érő, zöld idő rotor között egy forgó rész van, ehhez van rögzítve a szürke keretes LCD képernyő, amit egy kék ábrát mutat idegen feliratokkal és mozgó ábrákkal(valószínűleg ó-Gallifrey nyelven). Bár a barna rozsdás falakon több száz hatszög alakú lámpácska helyezkedik el, a terem elég sötét volt, csak a kék-zöld fény  foszforeszkált. Az "Elszökött menyasszony" epizódtól kezdve lesz a terem kivilágítva. A kör alakú emelvényen egy szakadt ülés van majdnem pontosan a bejárattal szemben. A tizenegyedik Doktor TARDIS-a egy kisebb előtérrel kezdődik. Az ajtó felett egy téglalap alakú ablak van, amin a Gallifrey címer díszeleg. Az ablakon át fény szűrődik be (valószínűleg abból a dimenzióból, ahol a TARDIS részei helyezkednek el). Az előtérből két irányba vezet lépcső. Az egyik felfelé, a TARDIS konzoljához vezet, a másik lefelé, egy ezüst színű kráterszerű helységbe, ahova az idő rotor alja is leér. Ezt a helyet csak az idő rotor világítja meg. A felfelé vezető lépcső a TARDIS ismét hatszög alakú irányító pultjához vezet. A padló átlátszó, a helységet korlátok veszik körül. Az idő rotor itt egy szépen megformált csúcsos üvegcső kék fényárban, bár ezt eltakarja egy fém rács. A konzolon forgó gömb alakú kapcsolók, üveglapos, Gallifrey mintás egységek, ahol gombok vannak felsorakoztatva, a plafonról pedig egy barna monitort lehet lecsúsztatni. A konzol egyik oldalából pedig indokolatlanul egy fonográf alkatrésze áll ki. Az üléssel egy vonalban a TARDIS narancssárga falán egy hatalmas kör alakú képernyő található. A konzol emelvényről három lépcső vezet tovább. Kettő felfelé a könyvtárba, illetve az idő-hajtóműhöz, egy pedig lefelé.

## Születése
A Doktor soha nem mesélt egy TARDIS születéséről, egyedül az ötödik évadban (The Lodger). A leendő TARDIS eredetileg egy hatalmas kerekded űrhajóra emlékeztető szerkezet, egy formázatlan Időhajtómű. Az Időhajtómű terme a tipikus TARDIS sémára épül, így rendelkezik időrotorral, és egy konzollal, amit valójában az időrotor tart meg, mivel nincs talpazata. A konzol négy részre tagolódik, a terem pedig egy fejlettebb érzékelés szűrős technológiát használ, mely nem csak álcáz, hanem az emlékeket is átírja. Ha a hajó még félkész, és pilóta nélkül marad, akkor egy vészhelyzeti program lép érvénybe, mely köteles bármi áron újraindítani a hajtóművet, és - akár erőszakkal - új, hozzáértő pilótát találni. Az "Albérlő" című epizódban egy eltévedt Időhajtómű telepedett egy házra, és megpróbálta újraindítani magát, közben 17 embert megölt, mert nem talált megfelelő pilótát.

## Felszerelés
A TARDIS már a kezdetektől fogva tárháza volt a humoros, bizarr, vagy éppen haszontalan funkcióknak, ketyeréknek, és az 50 éves sorozat újabb és újabb dolgokat pakolt bele. Célszerű először elemezni a TARDIS belsejének dimenziójából kivezető ajtót, vagyis magát a fülkét. Maga a transzcendens dimenzió technika megkönnyíti az idő utazást, hiszen nem egy végeláthatatlan biomechanikus élőlényt gyömöszölnek át az Idő Örvényen, hanem egyetlen kabint. Tulajdonképp az utazás olyan, mintha egy szobában egy univerzális teleportáló működne, mely kaput tud nyitni az univerzumban bárhová, s bármilyen korban. Többé kevésbé ez segíti elő az olyan kisebb baleseteket, mint a TARDIS a TARDIS-ban jelenséget, amikor maga a kijárat, a fülke a hozzácsatolt teremben, vagyis saját magában materializálódik. Magát a fülkét a Doktor állítása szerint extrapolátor pajzs védi, a fülke nem csak egy gömb alakú, golyóálló energiamezőben van (pl. The Parting of the Ways), de rendelkezik saját légkörrel (pl. The Runaway Bride), sőt saját gravitációja is van (pl. Day of the Moon). Maga az irányító terem a benne elhelyezkedő konzol segítségével képes hologramot megjeleníteni bárhol a helységen belül, a konzol fontosabb kapcsolói kicsit nagyobbak, színesebbek, mint például a stabilizátorok, vagy esetleg a kézifék. Repüléshez természetesen van egy kisebb képernyő, ahol dátumot, koordinátákat lehet beállítani, időutazásnál, de egyszerű térbeli repülésnél is a három fontosabb kapcsoló az örvény-hurok, a vektor-követő, és a dimenzionális stabilizátor (Attack of the Graske). Az Idő Örvényben való utazásnál megeshet, hogy a TARDIS egyik útjáról visszatérő korábbi önmagával találkozik, ezek pedig jó eséllyel ütköznek össze, ami jobb esetben paradoxonhoz vezet, rosszabbik esetben -mint a 10. Doktor idején- egy fekete lyukat kreál az Idő Örvényben, mely "akár akkora is lehet, mint Belgium". Az ilyen balesetek elkerülése végett lett kialakítva az időpajzs, így a TARDIS korábbi/leendő változatai Idő örvénybeli találkozásuk esetén lepattannak egymásról. Ezek a pajzsok nem térben és időben is védik a hajót, de kikapcsolása esetén nem csak a fülke szenvedhet komoly károkat, hanem annak testvérdimenziójába, a konzol terembe is bejuthatnak dolgok, így törte át a 10. Doktor kupolás TARDIS-ának falát a Titanic űrhajó. Ha mégis áttörik a falat, a pilóta ezt meg tudja akadályozni, az ilyen alkalmakra van egy tekerhető kar, mellyel képes visszaállítani a TARDIS sérüléseit, az utasokon kívül a TARDIS konzol terme tesz időutazást egészen addig a pontig, míg a TARDIS még sértetlen. Az időgép tervezésekor felmerült a probléma, hogy a világegyetem élőlényei nem tudhatnak angolul, így a TARDIS rendelkezik egy kétirányú, még feliratot is értelmező egyetemes fordítóval is, ezt azonban könnyű leterhelni, ha például az illetőnek az anyanyelvén mondanak valamit, akkor a fordító visszafordítja angolra a mondatot. A TARDIS legfontosabb kellékeként az időrotornak nem csak az időutazás örömeit, és a repülő kék fülkét köszönhetjük, ez gyakorlatilag a TARDIS agya. A TARDIS fel van szerelve balesetekre is, karambol esetén például oxigén maszkok hullanak ki a plafonból, ha az illető el akarja rejteni TARDIS-át, akkor 1 másodperccel szinkronon kívüli állapotba hozni, hogy a fülke eltűnjön. De legegyszerűbb a kulcsokkal lezárni, ilyenkor a hengerzár és a pajzs is védi a fülke bejáratát, a tetején található lámpa pedig kettőt villan és csipog, mint egy gépkocsi.